# Рокетмен
«Рокетме́н» (англ. Rocketman) — биографическая музыкальная драма 2019 года режиссёра Декстера Флетчера по сценарию Ли Холла, рассказывающий о жизни, становлении и творчестве музыканта Элтона Джона. Главную роль в картине исполняет Тэрон Эджертон.
Проект находился в разработке с 2000-х годов, однако был официально анонсирован только в 2013 году, когда DreamWorks Pictures приобрела права на фильм. На протяжении следующих нескольких лет работа над фильмом оставалась в подвешенном состоянии, прежде чем в апреле 2018 года он вошёл в активную стадию создания с переходом дистрибьюторских прав компании 20th Century Fox. Элтон Джон выступил в качестве исполнительного продюсера фильма, в то время как его супруг Дэвид Ферниш продюсировал фильм через свою и Элтона Джона компанию «Rocket Pictures» совместно с компанией Мэттью Вона «Marv Films».
Премьера фильма «Рокетмен» состоялась 16 мая 2019 года на Каннском кинофестивале. В США фильм вышел 31 мая 2019 года, в России — 6 июня. Кинокартина получила положительные отклики от критиков и собрала 195 млн долларов во всем мире при бюджете в 40 млн долларов.
За свое выступление Тэрон Эджертон получил множество номинаций, в том числе премию BAFTA за лучшую мужскую роль и премию Гильдии киноактёров США за лучшую мужскую роль, а также выиграл премию «Золотой глобус» за лучшую мужскую роль — комедия или мюзикл. Песня «(I’m Gonna) Love Me Again» получила премию «Оскар», «Золотой глобус», «Спутник» и «Выбор критиков» в категории «Лучшая оригинальная песня». Это первая победа Элтона Джона в награде Золотой глобус, и первая победа и номинация на Оскар за 25 лет со времен Короля Льва, когда певец получил Золотой глобус и Оскар в той же категории за «Can You Feel the Love Tonight» в 1995 году, и первая номинация и победа на Оскар Берни Топина за всю его карьеру. Фильм также получил четыре номинации на премию Британской академии, в том числе «Выдающийся британский фильм».

## Сюжет
История жизни, становления и творчества музыканта Элтона Джона в фантазийной манере. Сюжет фильма во многом опирается на такие факты биографии музыканта, как гомосексуальность, борьба с зависимостью от алкоголя и наркотиков.
В начале фильма Элтон Джон, одетый в яркий сценический костюм, начинает сеанс реабилитации от наркотической зависимости и вспоминает свою жизнь.
Юный Элтон (при рождении — Реджинальд Дуайт), вырос в 1950-х годах в Великобритании, воспитанный своей холодной и самовлюблённой матерью Шейлой и любящей его бабушкой Айви. Его отец Стэнли находится на службе и в основном отсутствует дома, как и в жизни сына. Реджинальд интересуется музыкой и игрой на пианино и обнаруживает свою способность «играть на слух» — постоянно воспроизводить пьесу идеально после одного прослушивания. Он надеется выступить для своего отца после его возвращения, но Стэнли не интересуется ни своим сыном, ни его талантом.
Реджинальд начинает обучение при поддержке Айви и в конечном итоге попадает в Королевскую академию музыки. Стэнли бросает свою семью после того, как у Шейлы случился роман с другим мужчиной. Реджинальд проявляет интерес к рок-музыке и артистам, таким как Элвис Пресли, и начинает выступать в местных пабах.
Став взрослым, юноша присоединяется к группе Bluesology. Однажды ночью Bluesology нанимают бэкап для гастролирующей американской соул-группы. Один из его певцов советует Реджинальду написать несколько песен, изменить имя, оставить позади свою старую жизнь и начать всё заново, если он хочет стать известным, профессиональным артистом. Это вдохновляет Дуайта сменить имя на Элтона Джона.
Элтон начинает сочинять музыку и пытается добиться успеха с лейблом DJM Records Дика Джеймса под управлением Рэя Уильямса. Уильямс знакомит Элтона с автором-песенником Берни Топином, и они быстро образуют альянс и переезжают в квартиру, чтобы работать над песнями. Но внезапно теряют эту квартиру, когда Элтон прекращает свои романтические отношения с Арабеллой, их хозяйкой.
Элтон и Берни возвращаются в семейный дом Дуайтов, чтобы продолжить писать, и создают «Your Song». Джеймс впечатлён этой песней и устраивает для ребят представление в клубе Лос-Анджелеса. Элтон нервничает перед своим дебютом, но публика с энтузиазмом принимает его выступление. Музыкант в восторге от своего успеха, но его не покидает чувство одиночества, когда Берни оставляет его одного на вечеринке, чтобы провести время с девушкой. В это время Элтон знакомится с Джоном Ридом, музыкальным менеджером, который увидел его ещё на выступлении. Рид сразу очаровывает Элтона, и они проводят вместе ночь и начинают встречаться.
Влияние Рида на Элтона запускает цепочку событий, затягивающую музыканта в развратную жизнь, даже когда его карьера поднимается на новую высоту. Элтон развивает яркий, непревзойденный образ, который делает его одним из самых успешных артистов 1970-х годов.
Манипуляция Рида перерастают в прямое злоупотребление властью после того, как Элтон назначает его своим менеджером. Музыкант по совету менеджера пытается наладить взаимоотношения с отцом, который теперь снова женат и растит двух других сыновей. Однако Стэнли по-прежнему не проявляет интереса к Элтону, но демонстрирует чувства по отношению к своей новой семье. Несчастный и обиженный Элтон ссорится с Ридом, звонит матери по таксофону и признаётся ей в своей гомосексуальности. Шейла прямо сообщает ему, что она уже давно это знает и ей все равно. Она заканчивает разговор, заявив Элтону, что он навсегда останется один, так как его никто не полюбит. Элтон пытается найти поддержку у Джона, но Рид бьёт его и приказывает сосредоточиться на своем аншлаговом концертном туре. Борясь с безразличием родителей, а также с растущим физическим и эмоциональным насилием, исходящим от Рида, Элтон всё больше поддается различным зависимостям: алкоголь, кокаин, каннабис, шоппинг, секс, бесконтрольное поглощение еды становятся его вечными спутниками.
Элтон употребляет огромное количество наркотиков и алкоголя, чтобы не чувствовать боли и одиночества, его перепады настроения и вспыльчивость отталкивают друзей, которые пытаются заботиться о нём. Терпение Элтона кончается, когда он ловит Джона на измене с другим мужчиной. Элтон разрешает Риду оставаться своим менеджером, но разрывает отношения с ним, Рид в ответ насмехается над Элтоном и говорит, что хочет, чтобы он продолжал зарабатывать для него деньги. В тот же день, во время вечеринки у себя дома, Элтон смешивает наркотики и алкоголь и пытается покончить с собой, утопившись в бассейне, но его успевают спасти. Его увозят на скорой в больницу, а оттуда отправляют на сцену, на стадион Доджер.
Элтон всё больше утопает в наркотиках, алкоголе и одиночестве. У него случается непродолжительный брак с близкой подругой — Ренатой, но его гомосексуальность и алкоголизм обрекает эти отношения на провал. Он ссорится со своей матерью, которая лицемерно обвиняет его в том, что Стенли бросил её, и утверждает, что она «от всего отказалась ради сына», и с Берни.
Зависимость Элтона от рецептурных таблеток и алкоголя приводит к сердечному приступу. Его снова срочно отправляют в больницу, но Рид, не обращая внимания на состояние музыканта, заставляет его вернуться на сцену для выступления. Понимая, что его жизнь выходит из-под контроля, Элтон покидает Мэдисон Сквер Гарден перед концертом и ищет помощи. Он приходит в реабилитацию и понимает, что ему больше не нужна поддержка и одобрение от его родителей или Джона Рида. Элтон мирится с Берни, который приносит ему новые тексты песен, чтобы попытаться помочь вернуться к работе. Сначала Элтон беспокоится, что он не сможет выступать или сочинять без алкоголя или наркотиков в качестве опоры, но Берни верит в него. Элтон пишет «I’m Still Standing» и возвращается к успешной карьере.
Конечные субтитры фильма информируют зрителей, что Элтон трезв уже более 28 лет, но у него «все ещё есть проблемы с шоппингом», что их дружба с Берни прошла проверку временем, и что Элтон Джон нашёл свою настоящую любовь.

## Актёрский состав
- Тэрон Эджертон — Элтон Джон
- Джейми Белл — Берни Топин
- Ричард Мэдден — Джон Рид
- Брайс Даллас Ховард — Шейла
- Стивен Грэм — Дик Джеймс
- Чарли Роу — Рэй Уильямс
- Джемма Джонс — Айви
- Кит Коннор — Реджи в юности
- Камиль Лемешевский — доктор Маверик / парамедик
- Стивен Маккинтош — Стэнли
- Джимми Ви — Артур
- Рейчел Малдун — Кики Ди
- Джейсон Пенникук — Уилсон
- Том Беннетт — Фред
- Селинда Шенмейкер — Рената Блауэль
- Шарон Д. Кларк — врач Элтона
- Гарриет Уолтер — Хелен Пиена, учитель игры на фортепиано Элтона Джона
- Тейт Донован — Дуг Уэстон
- Офелия Ловибонд — Арабелла
- Питер Черлиенко — Ди Мюррей
- Франческо Лусиди — Найджел Олссон
- Роб Дилейни — Элвис Пресли (удаленная сцена)

## Производство
В январе 2012 года было объявлено, что Элтон Джон занимается разработкой байопика о своей жизни, назвав Джастина Тимберлейка наиболее подходящим кандидатом на его роль. Ли Холл должен был написать сценарий.
В марте 2013 года было объявлено, что режиссурой фильма займётся Майкл Грейси. В октябре того же года было объявлено, что Джона сыграет Том Харди, а кинокомпания Focus Features приобрела права на дистрибуцию фильма на территории США.
В июле 2017 года появились сообщения, что Харди покинул проект, и Тэрон Эджертон вел переговоры по поводу того, чтобы заменить его. В апреле 2018 года Эджертон официально присоединился к фильму, Декстер Флетчер был объявлен в качестве режиссёра, а дистрибьюторские права перешли Paramount Pictures. В одном из интервью Эджертон подметил, что фильм будет не обычным байопиком, а фэнтези-мюзиклом. В июне того же года Джейми Беллу была отдана роль Берни Топина. В июле к фильму присоединились Ричард Мэдден и Брайс Даллас Ховард с ролями Джона Рида и матери Джона Шейлы Айлин соответственно. В октябре к фильму также присоединилась Джемма Джонс.
Съёмки фильма начались 2 августа 2018 года и завершились 31 октября того же года.

## Релиз
Мировая премьера фильма состоялась 16 мая 2019 года на 72-м Каннском кинофестифале. В Великобритании картина вышла в прокат 22 мая 2019 года. Премьера фильма в США изначально была намечена на 17 мая, однако позже была сдвинута на 31 мая.

### Цензура
В российской версии фильма вырезали несколько сцен, в которых присутствовали однополые поцелуи и секс, а также употребление наркотиков. Кроме того, подверглись изменению отдельные титры по окончании картины. Позднее создатели фильма и Элтон Джон опубликовали совместное заявление, в котором обвинили российских прокатчиков картины в цензуре. «Мы самым решительным образом отвергаем решение подвергать „Рокетмена“ цензуре на российском рынке», — говорится в сообщении, опубликованном на странице музыканта в Facebоok. В государстве Самоа фильм был запрещён к показу из-за гей-сцен.

## Критика
На Каннском кинофестивале фильм был удостоен оваций.
На сайте Rotten Tomatoes картина имеет рейтинг 89 % на основе 400 отзывов со средней оценкой 7,7 из 10. Критический консенсус сайта гласит: «Пройдёт много-много времени, прежде чем другому рок-биографическому фильму удастся уловить взлёты и падения в жизни артиста так, как удалось это „Рокетмену“». На сайте Metacritic фильм набрал 69 баллов из 100, что основано на 49 отзывах, что указывает на «в целом благоприятные отзывы».
Питер Брэдшоу из The Guardian дал фильму три звезды из пяти, говоря, что Эджертон произвел «хорошее впечатление, показал образ яркого музыканта», и написал: «Это искренняя, искренняя дань уважения музыке Элтона Джона и его публичному имиджу». В той же газете Марк Кермод дал фильму пять звёзд, написав, что «Флетчер — настоящая звезда этого шоу, режиссёр, чей энтузиазм по поводу музыкальных историй просвечивает через каждый кадр».

## Музыка
Основная статья: Рокетмен (саундтрек)

## Награды и номинации
| Дата церемонии                    | Награда                                        | Категория                                          | Номинант(ы)                                                                 | Результат | Ссылки |
| --------------------------------- | ---------------------------------------------- | -------------------------------------------------- | --------------------------------------------------------------------------- | --------- | ------ |
| с 14 мая по 25 мая 2019           | Каннский кинофестиваль                         | Квир-Пальмовая ветвь за освещение ЛГБТ-темы в кино | Декстер Флетчер                                                             | Номинация | [ 29 ] |
| 9 февраля 2020                    | Оскар                                          | Лучшая песня к фильму                              | Элтон Джон и Берни Топин за «(I’m Gonna) Love Me Again»                     | Победа    | [ 30 ] |
| 5 января 2020                     | Золотой глобус                                 | Лучший фильм — комедия или мюзикл                  | Рокетмен                                                                    | Номинация | [ 31 ] |
| 5 января 2020                     | Золотой глобус                                 | Лучший актёр в комедии или мюзикле                 | Тэрон Эджертон                                                              | Победа    | [ 31 ] |
| 5 января 2020                     | Золотой глобус                                 | Лучшая песня                                       | Элтон Джон и Берни Топин за «(I’m Gonna) Love Me Again»                     | Победа    | [ 31 ] |
| 19 января 2020                    | Премия Гильдии киноактёров США                 | Лучшая мужская роль                                | Тэрон Эджертон                                                              | Номинация | [ 32 ] |
| 2020                              | Грэмми                                         | Лучший сборник саундтреков для визуальных медиа    | Рокетмен                                                                    | Номинация | [ 33 ] |
| 2 февраля 2020                    | BAFTA                                          | Лучший британский фильм                            | Декстер Флетчер, Адам Болинг, Дэвид Ферниш, Дэвид Рейд, Мэттью Вон, Ли Холл | Номинация | [ 34 ] |
| 2 февраля 2020                    | BAFTA                                          | Лучший актёр                                       | Тэрон Эджертон                                                              | Номинация | [ 34 ] |
| 2 февраля 2020                    | BAFTA                                          | Лучший грим и причёски                             | Элизабет Янни-Джорджиу                                                      | Номинация | [ 34 ] |
| 2 февраля 2020                    | BAFTA                                          | Лучший звук                                        | Мэттью Коллиндж, Джон Хейс, Майк Прествуд Смит, Дэнни Шихан                 | Номинация | [ 34 ] |
| 12 января 2020                    | Выбор критиков                                 | Лучший грим и причёски                             | Рокетмен                                                                    | Номинация | [ 35 ] |
| 12 января 2020                    | Выбор критиков                                 | Лучший дизайн костюмов                             | Джулиан Дэй                                                                 | Номинация | [ 35 ] |
| 12 января 2020                    | Выбор критиков                                 | Лучшая песня                                       | Элтон Джон и Берни Топин за «(I’m Gonna) Love Me Again»                     | Победа    | [ 35 ] |
| 2019                              | Общество кинокритиков онлайн Лос-Анджелеса     | Лучший актёр: Межсезона                            | Тэрон Эджертон                                                              | Победа    | [ 36 ] |
| 11 августа 2019                   | Teen Choice Awards                             | Выбор киноактера: Драма                            | Тэрон Эджертон                                                              | Номинация | [ 37 ] |
| 2019                              | GQ Awards                                      | Актер года                                         | Тэрон Эджертон                                                              | Победа    | [ 38 ] |
| 2019                              | Attitude Film Awards                           | Кинонаграда                                        | Тэрон Эджертон                                                              | Победа    | [ 39 ] |
| 3 ноября 2019                     | Голливудский кинофестиваль                     | Актерское достижение                               | Тэрон Эджертон                                                              | Победа    | [ 40 ] |
| 3 ноября 2019                     | Голливудский кинофестиваль                     | Макияж и дизайн прически                           | Элизабет Янни-Джорджиу, Тапио Салми and Барри Гауэр                         | Победа    | [ 40 ] |
| 10 ноября 2019                    | People’s Choice Awards                         | Драматическая кинозвезда года                      | Тэрон Эджертон                                                              | Номинация | [ 41 ] |
| 10 ноября 2019                    | People’s Choice Awards                         | Драматический фильм                                | Рокетмен                                                                    | Номинация | [ 41 ] |
| 2019                              | Hollywood Music in Media Awards                | Лучшая песня                                       | Элтон Джон и Берни Топин за «(I’m Gonna) Love Me Again»                     | Номинация | [ 42 ] |
| 2019                              | Screen Awards                                  | Театральная компания года                          | Paramount UK                                                                | Победа    | [ 43 ] |
| 19 декабря 2019                   | Спутник                                        | Лучший фильм — комедия или мюзикл                  | Рокетмен                                                                    | Номинация | [ 44 ] |
| 19 декабря 2019                   | Спутник                                        | Лучшая мужская роль в комедии или мюзикле          | Тэрон Эджертон                                                              | Победа    | [ 44 ] |
| 19 декабря 2019                   | Спутник                                        | Лучший дизайн костюмов                             | Джулиан Дэй                                                                 | Номинация | [ 44 ] |
| 19 декабря 2019                   | Спутник                                        | Лучшая операторская работа                         | Джордж Ричмонд                                                              | Номинация | [ 44 ] |
| 19 декабря 2019                   | Спутник                                        | Лучший монтаж                                      | Крис Дикенс                                                                 | Номинация | [ 44 ] |
| 19 декабря 2019                   | Спутник                                        | Лучшая песня                                       | Элтон Джон и Берни Топин за «(I’m Gonna) Love Me Again»                     | Победа    | [ 44 ] |
| 19 декабря 2019                   | Спутник                                        | Лучший звук                                        | Мэттью Коллиндж и Джон Хейс                                                 | Номинация | [ 44 ] |
| 2020                              | Ассоциация голливудских критиков               | Лучший актёр                                       | Тэрон Эджертон                                                              | Номинация | [ 45 ] |
| 2020                              | Ассоциация голливудских критиков               | Лучшая комедия или мюзикл                          | Рокетмен                                                                    | Победа    | [ 45 ] |
| 2020                              | Ассоциация голливудских критиков               | Лучший дизайн костюмов                             | Джулиан Дэй                                                                 | Победа    | [ 45 ] |
| 2020                              | Ассоциация голливудских критиков               | Лучший грим и причёски                             | Элизабет Янни-Джорджиу, Тапио Салми and Барри Гауэр                         | Номинация | [ 45 ] |
| 2020                              | Ассоциация голливудских критиков               | Лучшая песня                                       | Элтон Джон и Берни Топин за «(I’m Gonna) Love Me Again»                     | Номинация | [ 45 ] |
| 2020                              | Гильдия визажистов и парикмахеров              | Лучшие специальные эффекты макияжа                 | Барри Гауэр, Элизабет Янни-Джорджиу, Виктория Мани                          | Номинация | [ 46 ] |
| 2020                              | Международный кинофестиваль Санта-Барбары      | Премия Виртуоза                                    | Тэрон Эджертон                                                              | Победа    | [ 47 ] |
| 2020                              | MPSE Golden Reel Awards                        | Выдающееся монтаж звука — фильм — мюзикл           | Энди Паттерсон, Сесиль Турнесак                                             | Победа    | [ 48 ] |
| 28 января 2020                    | Гильдия художников по костюмам                 | Превосходство в историческом фильме                | Джулиан Дэй                                                                 | Номинация | [ 49 ] |
| 2020                              | Американское общество специалистов по кастингу | Особенность Большой Бюджет — Комедия               | Реджинальд Поерскот-Эджертон                                                | Номинация | [ 50 ] |
| С 19 марта 2020 по 16 апреля 2020 | GLAAD Media Awards                             | Выдающийся фильм — Широкий выпуск                  | Рокетмен                                                                    | Номинация | [ 51 ] |